# Project Gotham Racing 3
Project Gotham Racing 3 (kortweg: PGR3) is een race game die tegelijk met de lancering van de Xbox 360 op de markt kwam. In de Verenigde Staten was dit op 22 november 2005, in Europa op 2 december 2005 en 12 januari 2006 in Japan. De game is ontwikkeld door Bizarre Creations en is de derde in de Project Gotham Racing serie. PGR3 werd door het Official Xbox Magazine uitgeroepen tot Xbox 360 "Game of the Year" in 2005.
Een vervolg is inmiddels verschenen met de titel Project Gotham Racing 4.

## Steden
Er kan geracet worden in vier steden: Londen, New York, Las Vegas en Tokio. Ook de complete Nürburgring is aan het spel toegevoegd.

## Auto's
PGR3 beschikt over tachtig gelicenseerde auto's van meer dan dertig fabrikanten waaronder Ferrari, Lamborghini en Dodge.
Met de overstap van PGR2 naar PGR3 en tegelijkertijd van de Xbox naar de Xbox 360 wist Bizarre Creations de kwaliteit van de auto's te verhogen van 10,000 polygonen naar 105,000. In het begin van het spel zijn 71 auto's beschikbaar om mee te racen, de overige negen zijn speciale auto's die in de loop van het spel worden toegevoegd.
Op 14 april 2006 kwam het PGR3 Speed Pack beschikbaar op de Xbox Live Marketplace wat bestond uit twaalf nieuwe auto's. Op 22 mei 2006 kwam Microsoft met Cadillac overeen dat vier auto's gratis beschikbaar zouden komen en gespeeld konden worden in PGR3. Op 13 juli 2006 kwam de derde en laatste uitbreiding uit, het Style Pack dat eveneens over twaalf nieuwe modellen beschikte.
In tegenstelling tot PGR2 zijn er in de derde game in de serie geen Porsches te vinden. Dit heeft het maken met een overeenkomst die Porsche heeft gesloten met Electronic Arts voor exclusief gebruikt van de auto's. Als vervanger is een aantal op Porsche gebaseerde RUF modellen aan de game toegevoegd.
Waar PGR2 en ook PGR4 zich richten op reguliere productiemodellen zijn in PGR3 vooral supercars terug te vinden.

### Lijst van beschikbare auto's
De volgende auto's zijn standaard bijgevoegd bij het spel.
| Fabrikant     | Model                      | Raceklasse |
| ------------- | -------------------------- | ---------- |
| Ariel         | Atom 300 Supercharged      | A          |
| Aston Martin  | DB9                        | E          |
| Aston Martin  | DBR9                       | A          |
| Bentley       | Continental GT             | E          |
| Cadillac      | Sixteen                    | C          |
| Callaway      | C7                         | B          |
| Callaway      | C12                        | D          |
| Callaway      | Sledgehammer Twin Turbo    | B          |
| Chevrolet     | C6                         | D          |
| Chevrolet     | ZR-1                       | E          |
| Dodge         | Viper GTS ACR              | C          |
| Dodge         | Viper SRT-10               | D          |
| Dodge         | Viper SRT-10 Carbon        | B          |
| Elfin         | MS8                        | D          |
| Farboud       | GTS                        | D          |
| Ferrari       | 288 GTO Evoluzione         | A          |
| Ferrari       | 355 F1 GTS                 | E          |
| Ferrari       | 575M Maranello GTC         | D          |
| Ferrari       | Challenge Stradale         | D          |
| Ferrari       | Enzo                       | B          |
| Ferrari       | F40                        | C          |
| Ferrari       | F430                       | C          |
| Ferrari       | F50 GT                     | A          |
| Ferrari       | F50                        | C          |
| Ferrari       | Testarossa                 | E          |
| Ford          | GT                         | C          |
| Ford          | GT40                       | C          |
| Ford          | GT90 Concept               | B          |
| Ford          | Mustang GT-R Concept       | D          |
| Ford          | Shelby Cobra Concept       | C          |
| Ford          | Shelby GR-1 Concept        | C          |
| Ford          | Shelby Cobra GT-500        | E          |
| Ford          | Supercar Concept           | A          |
| Ford          | SVT Mustang Cobra R        | E          |
| Honda         | NSX GT2                    | C          |
| Jaguar        | XJ220                      | B          |
| Jaguar        | XKR                        | E          |
| Joss          | Supercar Prototype         | B          |
| Koenigsegg    | CC8S                       | B          |
| Koenigsegg    | CCR                        | A          |
| Lamborghini   | Countach 25th Anniversary  | E          |
| Lamborghini   | Diablo VT 6.0 SE           | D          |
| Lamborghini   | Diablo GT                  | B          |
| Lamborghini   | Gallardo                   | D          |
| Lamborghini   | Miura P400 SV              | E          |
| Lamborghini   | Murciélago 6.2             | C          |
| Lamborghini   | Murciélago R-GT            | A          |
| Lotus         | Elise GT1                  | A          |
| Lotus         | Esprit                     | E          |
| Maserati      | Gransport                  | E          |
| Maserati      | MC12                       | B          |
| McLaren       | F1 LM                      | A          |
| Mercedes-Benz | CLK-GTR Supersport         | A          |
| Mercedes-Benz | SLR McLaren                | C          |
| Nissan        | GT-R Concept               | E          |
| Nissan        | Skyline GT-R V-spec II Nür | E          |
| Nissan        | R390 GT1                   |            |
| Noble         | M14                        | D          |
| Noble         | M400                       | C          |
| Pagani        | Zonda C12 S 7.3            | B          |
| Palmer Jaguar | JP1                        | A          |
| Panoz         | Esperante GTLM             | E          |
| Panoz         | GTR-1 Coupe                | A          |
| RUF           | CTR "Yellow Bird"          | C          |
| RUF           | CTR-2                      | C          |
| RUF           | RGT                        | D          |
| RUF           | RTurbo                     | B          |
| RUF           | Supercar Concept           | A          |
| Radical       | SR3 Turbo                  | A          |
| Saleen        | S281E                      | D          |
| Saleen        | S7                         | B          |
| Shelby        | GT-500                     | E          |
| Spyker        | C8 Double 12 S             | D          |
| TVR           | Cerbera Speed Twelve       | A          |
| TVR           | Sagaris                    | D          |
| TVR           | Typhon                     | B          |
| Toyota        | GT-One                     | A          |
| Ultima        | GTR                        | B          |
| Volkswagen    | W12 Nardo Coupé            | B          |
| Wiesmann      | GT                         | E          |

Deze auto werden toegevoegd bij de eerste add-on, het "Speed Pack":
| Fabrikant    | Model                        |
| ------------ | ---------------------------- |
| Aston Martin | V8 Vantage                   |
| Audi         | RS4                          |
| Chevrolet    | Z06                          |
| Dodge        | Viper SRT-10 Coupe           |
| Ferrari      | 612 Scaglietti               |
| Lamborghini  | Gallardo SE                  |
| Mitsubishi   | Lancer Evolution VIII FQ-400 |
| Nissan       | NISMO R34GT-R Z-Tune         |
| Pontiac      | GTO                          |
| Radical      | SR8                          |
| RUF          | RT12                         |
| Saleen       | S7 Twin Turbo                |

Bij de tweede add-on werden de volgende auto's toegevoegd:
| Fabrikant | Model |
| --------- | ----- |
| Cadillac  | CTS-C |
| Cadillac  | STS-V |
| Cadillac  | XLR-V |

Bij de derde en laatste add-on, het "Style Pack", werden de volgende auto's toegevoegd:
| Fabrikant     | Model                  |
| ------------- | ---------------------- |
| BMW           | M3 CSL                 |
| BMW           | M6                     |
| BMW           | Mini Cooper            |
| BMW           | Z8                     |
| Gumpert       | Apollo Coupe 4.2 V8    |
| Ferrari       | 365 GTB4 "Daytona"     |
| Ferrari       | Ferrari F430 Challenge |
| Mercedes-Benz | CLK DTM AMG            |
| Pagani        | Zonda F                |
| RUF           | R.K. Spyder            |
| Vanwall       | GPR V12                |

## Trivia
- Het spel is opgenomen in het boek 1001 Video Games You Must Play Before You Die van Tony Mott.